# 厨子
厨子（ずし）は、収納具の一種。おもに仏像や経典などを納めておく戸棚で、前面が両開きの戸になっている。次のような用途で用いられるものである。龕（がん）ともいう。
- もとは厨房用から始まった[2]。厨房で調理道具や食材などを納めるために使った収納具（「厨」は「厨房」を指す）。
- （派生して）身の回りの品を納めるために使った収納具。室内装飾の役割も果たした。
- （派生して）仏像・仏舎利・教典・位牌などを中に安置するための収納具。仏龕（ぶつがん）とも。仏具の一種と位置づけられる。仏壇も厨子の一種と分類することもできる。

## 歴史
厨房で使用する道具類の収納具が、厨房の外でも使われるようになり、転じて仏具を納める両扉の収納具としても用いられるようになったといわれている。
もともと中国大陸にあったもので、日本には奈良時代に渡来した。
仏像、経巻、舎利、仏画などを納める仏具としての厨子は仏龕ともいう。略して「豆子」とも書く。観音開きの扉をつけて漆や箔などを塗り装飾したものであり、ほとんどは木製で、屋形や筒形などがある。こうした形式はインドの石窟寺院の「龕（がん）」にもとづくものともいわれるが、中国の『広弘明集』第十六には「或は十尊五聖は共に一厨に処し、或は大士如来は倶（とも）に一櫃（ひつ）に蔵す」という一文があるので、すでに梁時代には中国で尊像類を厨子や櫃に安置することが行われていたとうかがえる。

### 日本での歴史
食事道具の一種としての厨子の例としては奈良時代のものがあり、たとえば正倉院には「棚厨子」の実物が遺されており、これは天板と棚を2段渡しただけの簡単な形のものであった。またこうした形の厨子は『信貴山縁起』『粉河寺縁起』『石山寺縁起』『慕帰絵詞（ぼきえことば）』といった絵巻物の台所の場面に登場しており、食品や食器などが載せられている。
正倉院にはまた、伝来品の「柿厨子」「黒柿両面厨子」が納められており、それらは両開き扉付き、牙象の基台といった基本的な構造からなる。
身の回りの品々を整理し収納する厨子は、天武天皇より聖武天皇に至る代々の天皇が、室内装飾を兼ねた調度品として愛好した。
正倉院には孝謙天皇が大仏に献じた「赤漆文欟木厨子」も納められており、これはケヤキの板に朱を塗りその上に透明な漆を塗っており、両開き扉に鏁子をつけ、下部に牙象の基台を据え、内部には2段の棚がある。『東大寺献物帳』によると、この厨子には書物や、刀子、尺、笏、尺八、犀角盃、双六などといった様々な品々が収納されている。
平安時代にはすでに一般庶民のあいだでも棚厨子が使用されていたことがさまざまな証拠で知られている。たとえば『絵師草紙』の居間の場面に登場している厨子は3段のもので、上段には巻子・巻紙・書状・刷毛、中段には黒塗りの箱・白木の箱、下段には木鉢・曲物・水瓶が置かれているのが描かれている。また『春日権現霊験記』の居間の場面に登場する厨子は2段で、上段に巻子・冊子・黒箱、下段には蒔絵の手箱が描かれている。庶民の厨子は、実生活で使用されるものを置くのに使われ、実用的な「白木造り」のものであったようである。
歴史的な品としては特に法隆寺の玉虫厨子や正倉院の赤漆文欟木御厨子が有名である。
現代ではプラスチック製のものや、電動で扉が開閉するものも登場している。

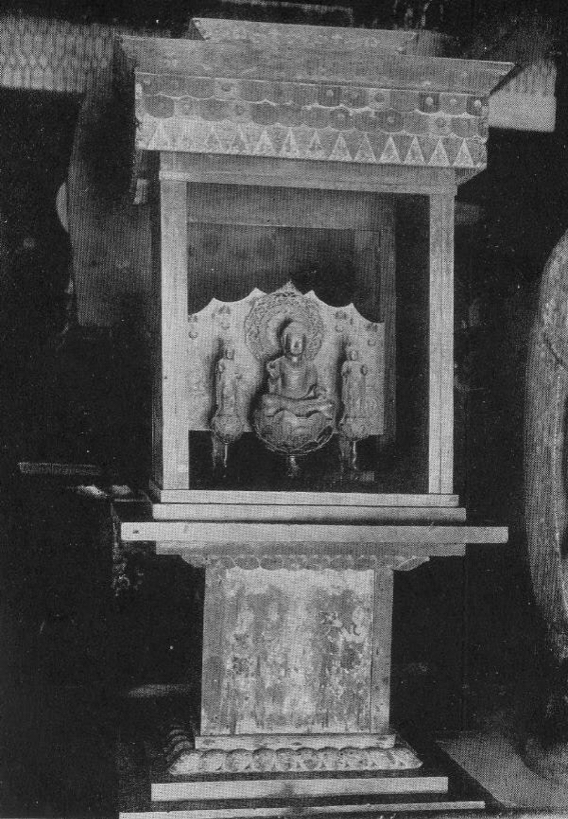
伝・橘夫人念持仏厨子（法隆寺・国宝）
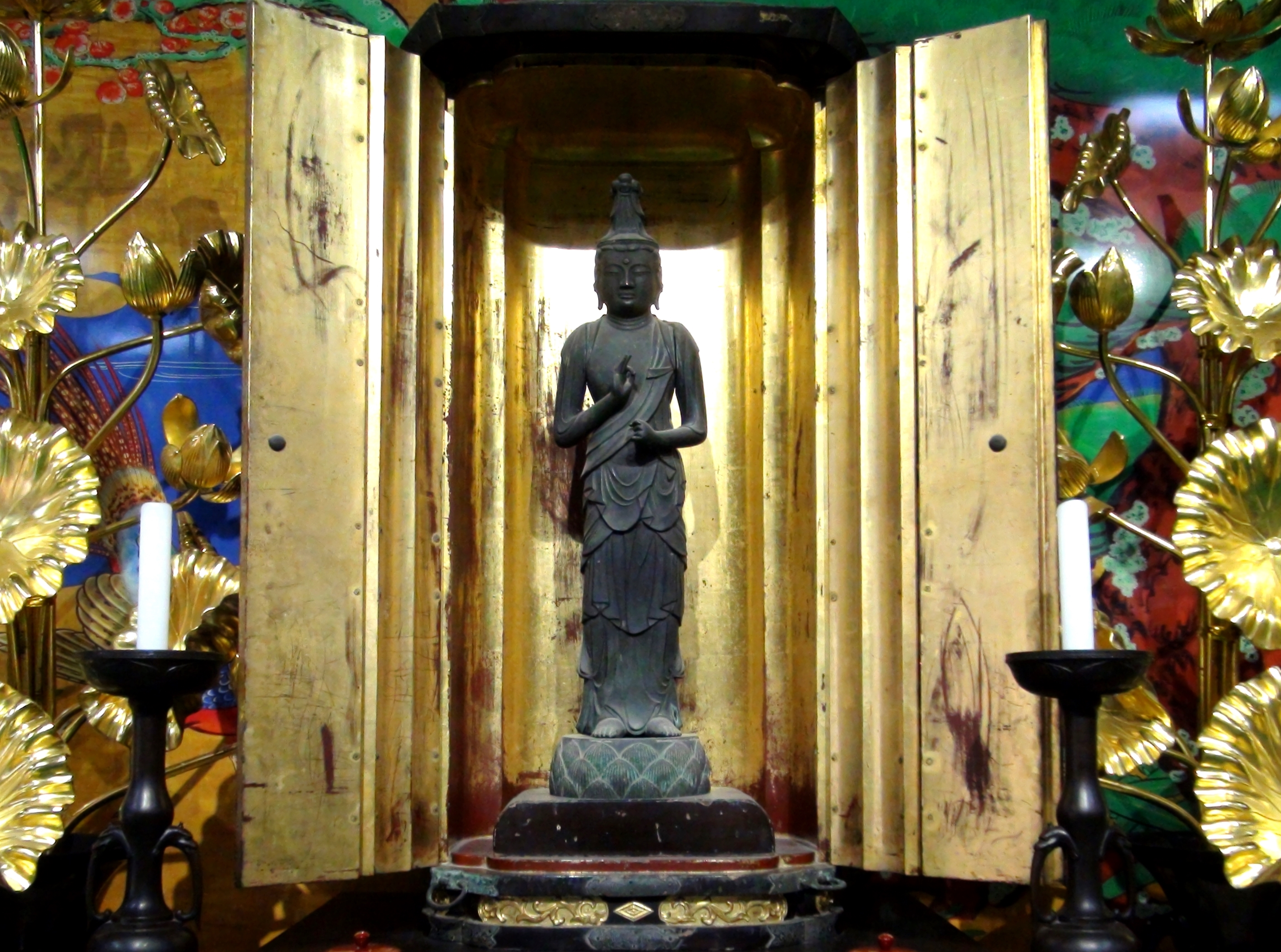
瑞巌寺（宮城県）本尊聖観音像を安置する厨子
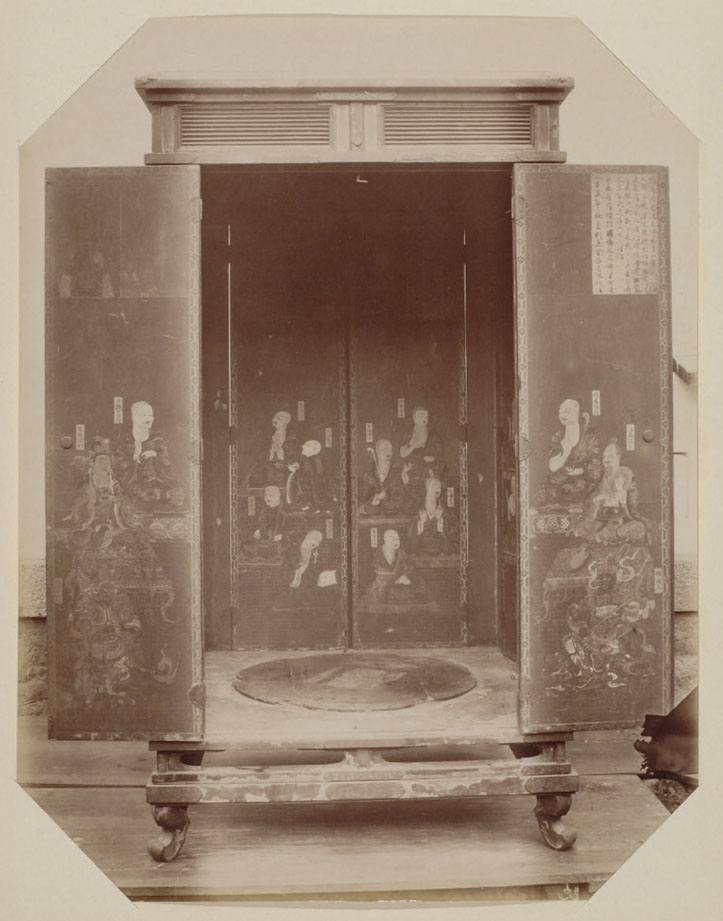
木造弥勒菩薩半跏像を収める厨子（興福寺・重要文化財[4]）
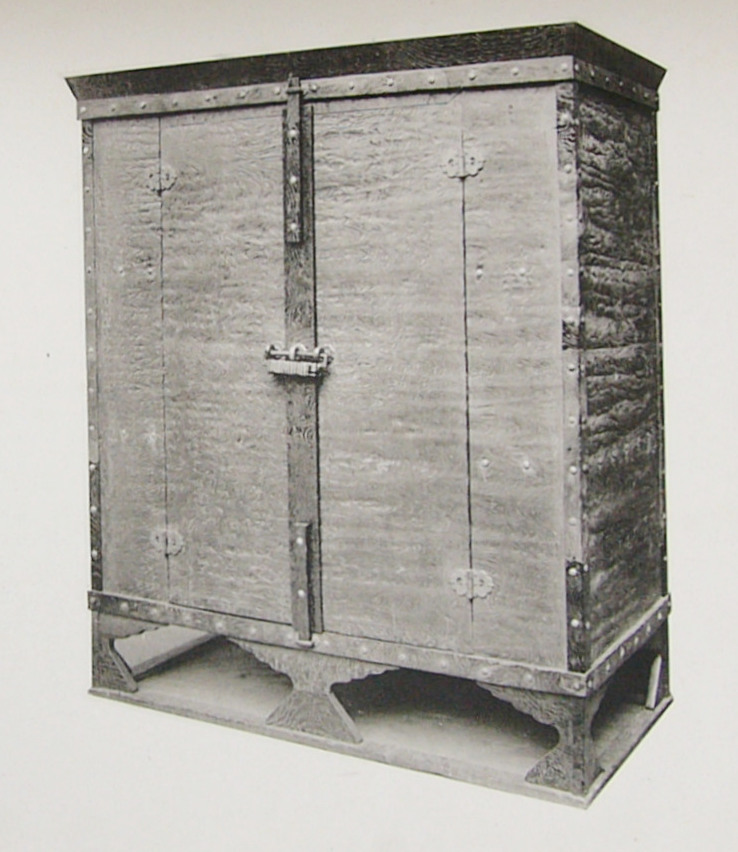
赤漆文欟木御厨子（正倉院）
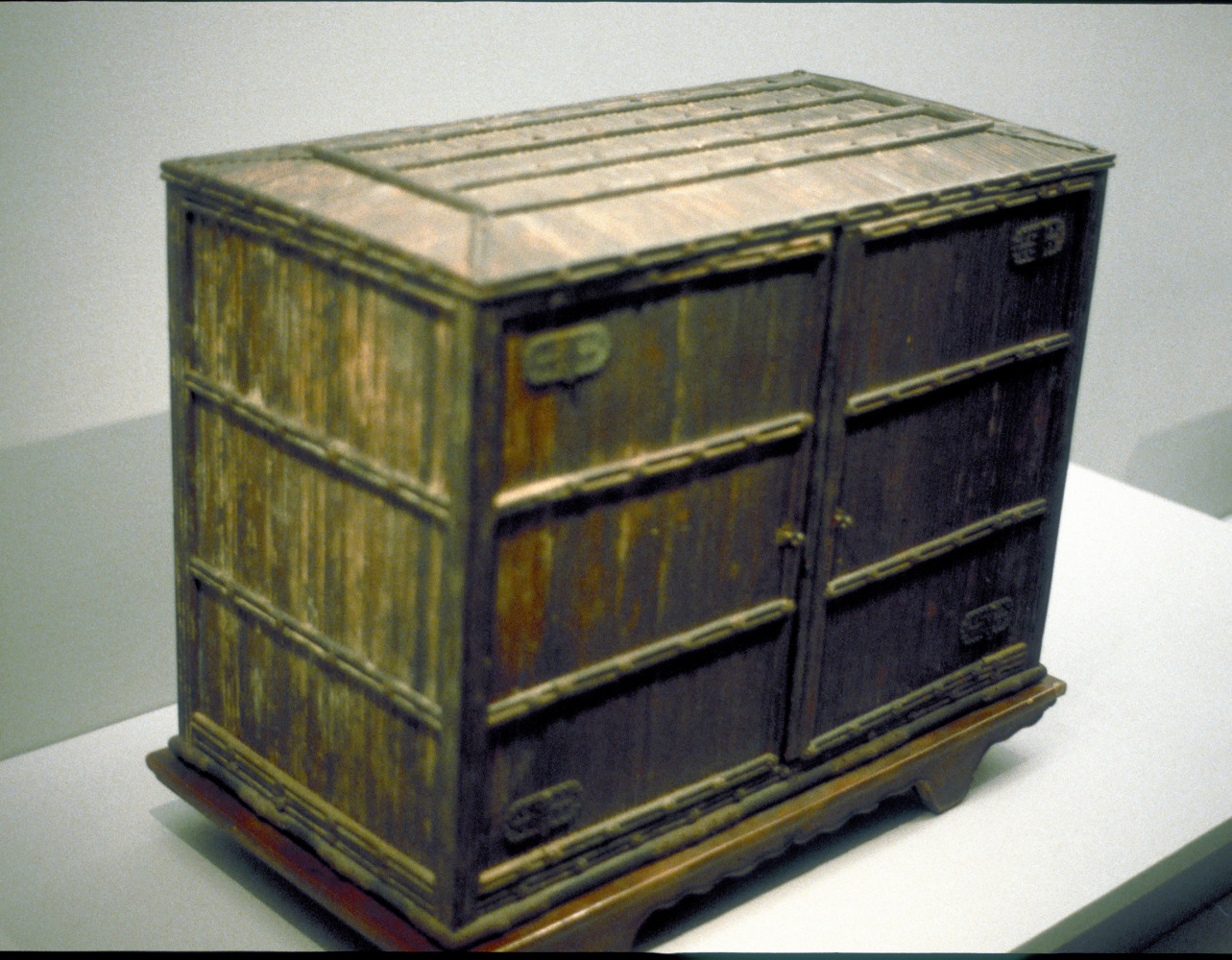
竹厨子（法隆寺献納宝物・国宝）